# Minimalnofazowość
Minimalnofazowość, układ minimalnofazowy – w teorii sterowania i w przetwarzaniu sygnałów, z definicji układ liniowy i niezmienny w czasie, dla którego układ ten i jego odwrotność są przyczynowe i stabilne.

## Minimalnofazowość a przebieg charakterystyki fazowej
Nazwa minimalnofazowość i odpowiednio nieminimalnofazowość wynika z przebiegu charakterystyki fazowej danego układu:
1. Jeśli charakterystyka ta stabilizuje się na określonym poziomie {\displaystyle k{\frac {\pi }{2}},} wówczas układ nazywa się minimalnofazowym.
2. Jeśli jednak przebieg ten wychodzi znacznie poza taki poziom (np. stabilizuje się niżej, na poziomie {\displaystyle k\pi }), to mówi się, że układ wykazuje cechę nieminimalnofazowości (jest nieminimalnofazowy).

Innymi słowy:
- w pierwszym z wymienionych wyżej przypadków charakterystyce amplitudowej (logarytmicznej) {\displaystyle Lm(\omega )} mającej w szerokim zakresie nachylenie {\displaystyle k\times 20\,{\text{db/dek}}} odpowiada charakterystyka fazowa, która w tym zakresie ustala się na poziomie {\displaystyle k{\frac {\pi }{2}}.} (Szczególny przypadek takiej sytuacji ma miejsce wówczas, gdy {\displaystyle \omega \to \infty } – wtedy przebieg charakterystyki fazowej ustabilizuje się na poziomie {\displaystyle (n-m){\frac {\pi }{2}},} gdzie {\displaystyle n} jest stopniem mianownika, {\displaystyle m} jest stopniem licznika transmitancji, a sama transmitancja wyrażona jest ilorazem wielomianów o zmiennej {\displaystyle s}).
- w drugim z wymienionych wyżej przypadków, mimo że przebieg charakterystyki amplitudowej może być taki sam, to charakterystyka fazowa stabilizuje się poniżej poziomu podanego w pierwszym przypadku (czyli układ nieminimalnofazowy ma większe ujemne przesunięcie fazy niż układ minimalnofazowy).

Faktycznie charakterystyka amplitudowa i charakterystyka fazowa są ze sobą ściśle powiązane (stanowią zestaw dwu wykresów znany pod nazwą charakterystyk Bode’go), a związek ten określony jest przez tzw. całkę Bode’go.
Minimalnofazowość ma istotne praktyczne znaczenie z uwagi na to, że dla układów minimalnofazowych związek pomiędzy charakterystyką amplitudową i charakterystyką fazową jest jednoznaczny – dzięki temu znajomość samej charakterystyki amplitudowej wystarcza do zidentyfikowania dowolnej charakterystyki wejściowo-wyjściowej rozpatrywanego układu. Innymi słowy, badając układ minimalnofazowy można się ograniczyć do badania charakterystyki wzmocnienia (charakterystyki amplitudowej).

## Przyczyny nieminimalnofazowości
Istnieje wiele przyczyn nieminimalnofazowości. Może ją spowodować:
- Wystąpienie zera lub bieguna transmitancji w prawej półpłaszczyźnie (określa się, że ciągła transmitancja stabilnego obiektu jest minimalnofazowa, jeśli jej zera leżą w lewej półpłaszczyźnie płaszczyzny S. Natomiast ciągła transmitancja stabilnego obiektu jest nieminimalnofazowa, jeśli jedno lub więcej zer leży w prawej półpłaszczyźnie płaszczyzny S. Na przykład układ dyskretny z dyskretną transmitacją {\displaystyle H(z)} będącą funkcją wymierną może spełnić warunki przyczynowości i stabilności tylko wówczas, jeśli wszystkie jej bieguny leżą wewnątrz okręgu jednostkowego. Jednak można dowolnie dobrać czy zera układu mają znajdować się wewnątrz, czy na zewnątrz okręgu jednostkowego. Układ jest nazywany minimalnofazowym, jeśli również wszystkie jego zera leżą wewnątrz okręgu jednostkowego).
- Ujemna wartość współczynnika wzmocnienia.
- „Rozłożoność” obiektu.
- Występowanie opóźnienia w układzie (czynnik {\displaystyle e^{-sT}} jest czynnikiem powodującym nieminimalnofazość). W obiektach dyskretnych nieminimalnofazowość pojawia się głównie na skutek występowania w pierwotnym obiekcie ciągłym opóźnienia, które jest niecałkowitą wielokrotnością okresu próbkowania oraz w wyniku występowania przesunięcia między chwilą próbkowania sygnału wyjściowego a chwilą zmiany sterowania obiektu.

## Występowanie
Nieminimalnofazowość występuje często w wielu obiektach przemysłowych, szczególnie dużych. O ile jednak dla obiektów ciągłych jest dość rzadko spotykaną anomalią, to w obiektach dyskretnych jest raczej czymś powszechnym niż wyjątkowym.

## Skutki nieminimalnofazowości
Skutkiem nieminimalnofazowości jest możliwość wystąpienia wzrostu wrażliwości regulowanego układu na zmiany parametrów obiektu. Nieminimalnofazowość, podobnie jak samo występowanie czasu opóźnienia, wpływa destabilizująco na układ regulacji.